# SA-CV-41
La SA-CV-41 es una carretera perteneciente a la Red Terciaria de la Diputación Provincial de Salamanca que une la localidad de Fuentes de Oñoro con su Estación de Ferrocarril.

## Origen y Destino
La carretera  SA-CV-41  tiene su origen en el casco urbano de Fuentes de Oñoro, y termina en la  Estación de Ferrocarril de Fuentes de Oñoro  formando parte de la Red de carreteras de Salamanca.